# Niżnia Rakuska Przełęcz
Niżnia Rakuska Przełęcz (słow. Sedlo pod Malou Svišťovkou, niem. Kleiner Ratzenbergsattel, węg. Kis-Morgás-nyereg, 1521 lub 1524,5 m) – przełęcz w Tatrach Wysokich na Słowacji, położona w dolnej części Rakuskiej Grani i oddzielająca Rakuską Czubę (Veľká Svišťovka, 2038 m) na północnym zachodzie od Małej Rakuskiej Czubki (Malá Svišťovka, 1558 m) na południowym zachodzie. Józef Nyka dla przełęczy podaje nazwę Przełęcz pod Rakuską Czubką i wysokość 1522 m.

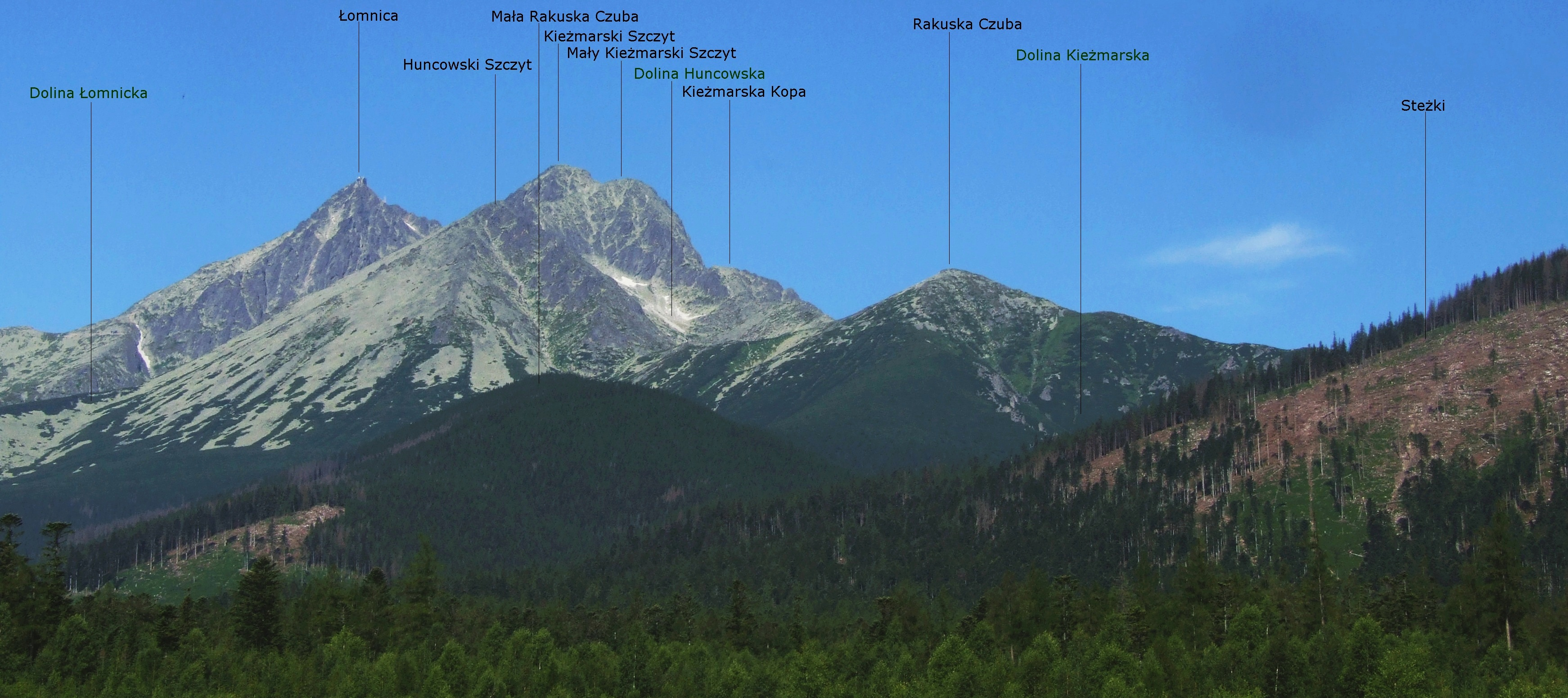
Widok od południowo-wschodniej strony

Niżnia Rakuska Przełęcz jest szeroką zalesioną przełęczą, położoną w dole grani odchodzącej od Rakuskiej Czuby na południe. Znajduje się blisko Małej Rakuskiej Czubki i jest stosunkowo mało wcięta w grzbiecie oddzielającym dolne piętra Doliny Huncowskiej i Doliny Kieżmarskiej. Jest to zakończenie długiej południowo-wschodniej grani Wyżniego Baraniego Zwornika. Na północno-wschodnich stokach opadających z grzbietu do Doliny Kieżmarskiej położona jest Rakuska Polana. Pomiędzy nią a Niżnią Rakuską Przełęczą rozciąga się zbiegający spod Rakuskiej Grani na wschód Mały Żleb Rakuski. Mniej więcej w połowie odległości między siodłem a Rakuską Czubą, na wysokości 1775 m, odgałęzia się od Rakuskiej Grani grzęda z Rakuskimi Turniami, stanowiąca granicę między Małym Żlebem Rakuskim a Wielkim Żlebem Rakuskim.
Przez Niżnią Rakuską Przełęcz prowadzi niebieski szlak turystyczny, tzw. Łomnicka Pętla, zataczająca szeroki krąg na obszarze Doliny Łomnickiej i Huncowskiej. Szlak wspina się na przełęcz od rozdroża na Rakuskiej Polanie i przez zbocza Jaszczerzycy kieruje się do Łomnickiego Stawu.
Nazwa przełęczy, podobnie jak pozostałych obiektów w grani, pochodzi od wsi Rakusy (Rakúsy).

## Szlaki turystyczne
– niebieski szlak od pośredniej stacji kolei linowej na Łomnicę (stacja „Start”) przez Rakuską Polanę na Niżnią Rakuską Przełęcz, a stąd w dół do Doliny Łomnickiej nad Łomnicki Staw.
- Czas przejścia od stacji kolejki na Rakuską Polanę: 1:30 h, ↓ 1 h
- Czas przejścia z polany przez przełęcz nad Łomnicki Staw: 1:30 h, ↓ 1 h